# العارضة (السدة)

تعديل مصدري - تعديل

العارضة محلة تابعة لقرية حدة، التابعة لعزلة وادي حجاج بمديرية السدة إحدى مديريات محافظة إب في الجمهورية اليمنية.، بلغ تعداد سكانها 48 حسب تعداد اليمن لعام 2004.